# Hutspot

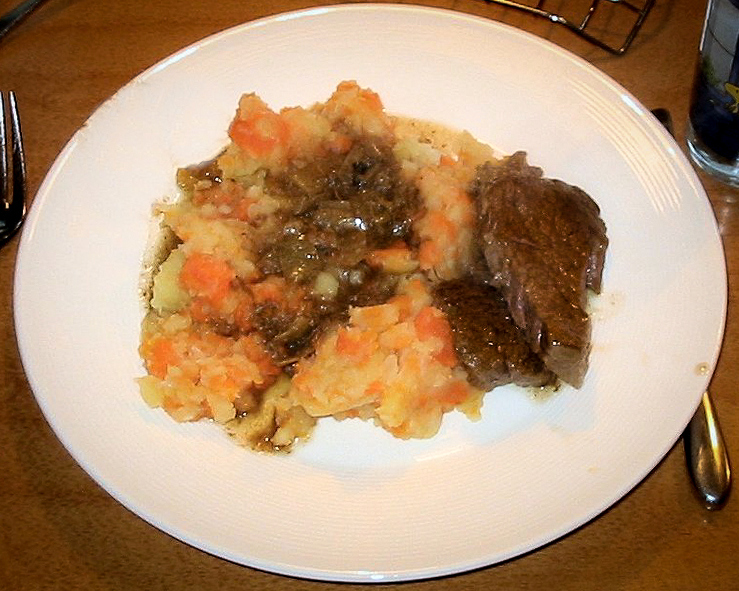
Plato con Hutspot (Hutspot met stooflap).

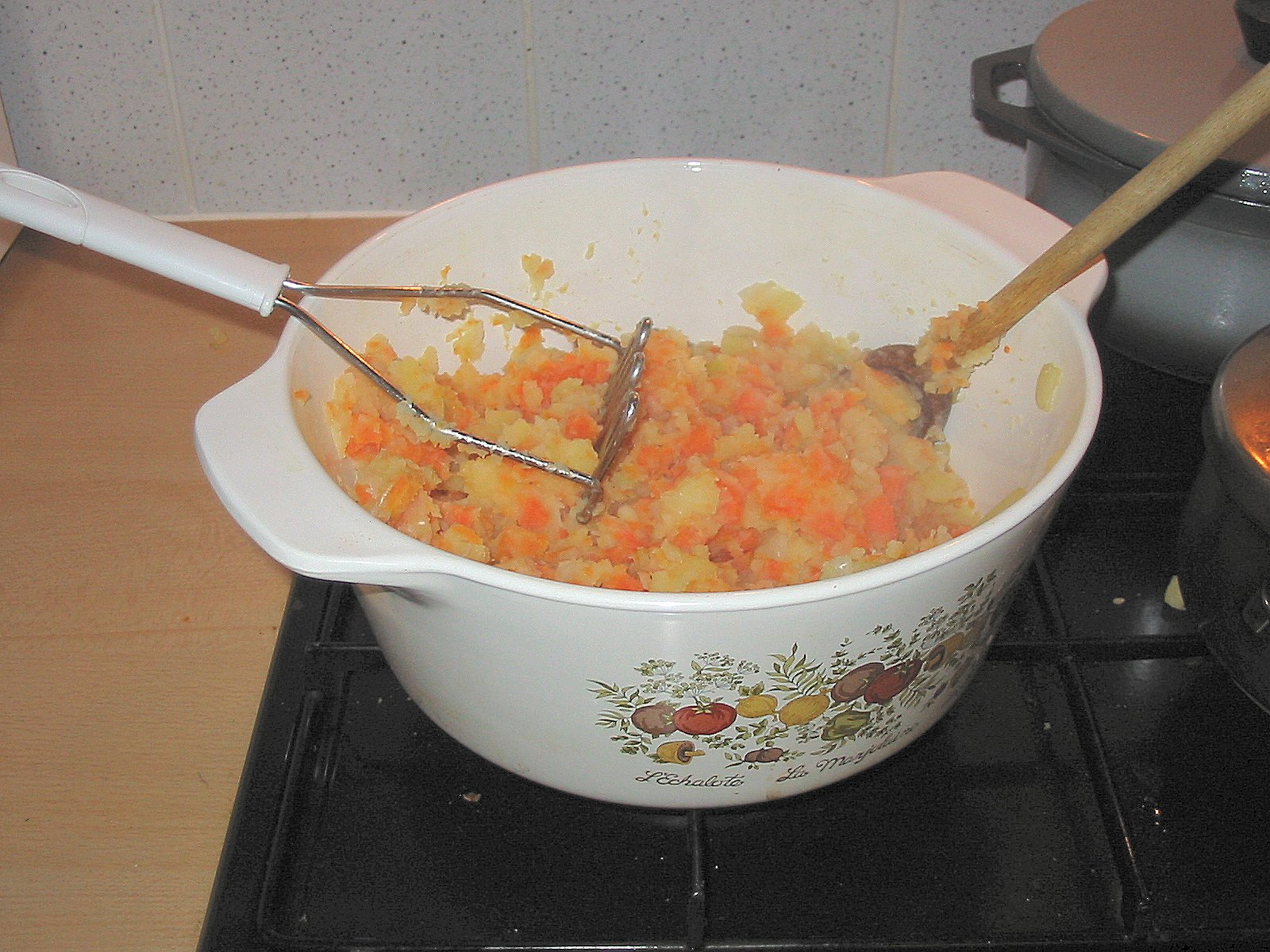
Preparación.

Hutspot es un plato muy tradicional de la cocina holandesa que consiste en carne cocida que se sirve acompañada de puré de patatas y zanahorias junto con un frito de cebollas. Puede incluir alguna otra verdura cocida (col, coliflor, apio, etcétera) en especias. Se trata de un plato típico de invierno dentro de la familia de platos holandeses elaborados con puré de patata (stamppot). La palabra hutspot significa en holandés algo como pote (lugar donde se prepara), pero debe entenderse en este contexto mejor como mezcolanza.

## Historia
La historia del plato se remonta al 1574 durante la Guerra de los Ochenta Años en él las tropas españolas tomaban la ciudad de Leiden y tras algún tiempo los habitantes de la ciudad se vieron atacados por una hambruna. Guillermo de Orange decidió contraatacar inundando la zona y dejando que sus tropas avanzaran mediante el agua logrando expulsar a los invasores mediante un ataque sorpresa. Días más tarde aprovisionaron la ciudad con alimentos. La leyenda dice que al retirarse los españoles dejaron cantidades de patata que se emplearon para alimentar a las multitudes hambrientas y de esta forma nació la forma tradicional de elaborar este plato.
Se menciona que posiblemente en sus orígenes no se empleara la patata como ingrediente principal ya que posiblemente no se empleara como alimento en Europa por estas fechas (tuvo además una muy lenta aceptación) y se cree que lo más probable que fuera lo que en holandés se denomina pastinaak o chirivía.

## Costumbres
Cada 3 de octubre se celebra en Leiden el hutspot met klapstuk/stooflap en el que se rememora la expulsión de los españoles de la ciudad comiendo este plato. Este acontecimiento es típico en casi todo el territorio de los Países Bajos.

## Variantes
Existe en la cocina holandesa una variante del hutspot que emplea en lugar de la patata manzana a ácidas y que se denomina hete bliksem (¡relámpago caliente!, debido a la acidez de las manzanas), en algunas recetas existe, no obstante, algún contenido de puré de patata.